# Samantha Saint
Samantha Saint (Memphis, 8 giugno 1987) è un'ex attrice pornografica e modella statunitense, scelta come Pet of the Month dell'ottobre 2012.

## Biografia
Durante gli anni del liceo, è stata cheerleader per la squadra di football. Ha debuttato nel mondo della pornografia nel 2010 ed ha avuto ruoli da co-protagonista e protagonista in svariati film di Naughty America, Bang Bros, Brazzers, e altre società di produzione molto importanti del settore.
Nell'ottobre del 2012 è stata Pet of the Month della rivista a luci rosse Penthouse: un traguardo molto importante nell'industria dell'hard. Sono stati numerosi i riconoscimenti ottenuti da Samantha Saint agli AVN Awards e agli XBIZ Award. Dopo una pausa di alcuni anni, nel 2021 è tornata a girare nuove scene per il proprio sito.

## Riconoscimenti
- AVN Awards
  - 2012 – Candidatura per Best New Starlet
  - 2013 – Candidatura per Best Boy/Girl Sex Scene per Insatiable Miss Saint (2012)
  - 2013 – Candidatura per Best Three-Way Sex Scene: G/B/B per Insatiable Miss Saint (2012)
  - 2013 – Candidatura per Female Performer of the Year
  - 2014 – Candidatura per Best All-Girl Group Sex Scene per Bikini Outlaws (2013)
  - 2014 – Candidatura per Best Solo Sex Scene per Samantha Saint Is Completely Wicked (2013)
  - 2014 – Candidatura per Best Three-Way Sex Scene: G/G/B per Samantha Saint Is Completely Wicked (2013)
  - 2014 – Candidatura per Female Performer of the Year
  - 2015 – Candidatura per Best Actress per Cinderella XXX: An Axel Braun Parody (2014)
  - 2015 – Candidatura per Best Group Sex Scene per Holly... Would (2014)
  - 2015 – Candidatura per Best Porn Star Website
  - 2015 – Candidatura per Fan Award: Best Boobs
  - 2015 – Candidatura per Fan Award: Favorite Female Porn Star
  - 2015 – Candidatura per Fan Award: Social Media Star
  - 2016 – Candidatura per Best Double Penetration Sex Scene per Private Fantasies of Samantha Saint (2015)
  - 2016 – Candidatura per Best Oral Sex Scene per Private Fantasies of Samantha Saint (2015)
  - 2016 – Candidatura per Best POV Sex Scene per Private Fantasies of Samantha Saint (2015)
- Nightmoves
  - 2013 – Candidatura per Best Boobs
  - 2014 – Candidatura per Best Adult Film Star Feature Dancer
  - 2015 – Candidatura per Best Female Performer
- Nightmoves Fan Awards
  - 2014 – Candidatura per Best Adult Film Star Feature Dancer
  - 2015 – Candidatura per Best Female Performer
- Sex Awards
  - 2013 – Candidatura per Porn Star of the Year
  - 2016 – Candidatura per Porn's Best Body
  - 2016 – Candidatura per Sexiest Adult Star
- XBIZ Awards
  - 2012 – Candidatura per New Starlet of the Year
  - 2013 – Candidatura per Best Scene – Vignette Release per Office Politics (2012)
  - 2013 – Candidatura per Female Performer of the Year
  - 2014 – Candidatura per Best Actress – Couples-Themed Release per Change Of Heart (2013)
  - 2014 – Candidatura per Best Scene – Couples-Themed Release per Bikini Outlaws (2013)
  - 2014 – Candidatura per Best Scene – Vignette Release per Samantha Saint Is Completely Wicked (2013)
  - 2015 – Candidatura per Best Actress – Parody Release per Cinderella XXX: An Axel Braun Parody (2014)
  - 2015 – Candidatura per Best Scene – All-Girl per Ladies Night (2012)
  - 2015 – Candidatura per Best Scene – Parody Release per Cinderella XXX: An Axel Braun Parody (2014)